# Anne Treisman

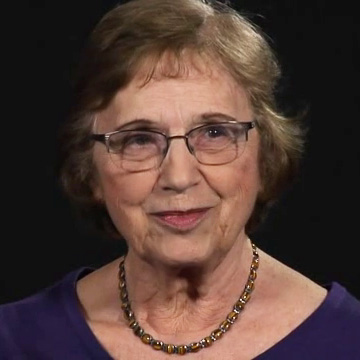
Anne Treisman

Anne Marie Treisman (* 27. Februar 1935 in Wakefield, Yorkshire, England; † 9. Februar 2018 in Manhattan) war eine britisch-amerikanische Kognitionspsychologin, die wesentliche Beiträge zum Verständnis von Aufmerksamkeit, Wahrnehmung und Gedächtnis geleistet hat. Sehr bekannt wurde Treisman durch die Entwicklung der Merkmalsintegrationstheorie im Jahr 1980. Generell war ihre Forschung von dem Interesse geleitet, zu verstehen, wie im kognitiven System des Menschen durch die Sinne aufgenommene Information ausgewählt und zu sinnvollen Objekten und Gedächtnisrepräsentationen integriert wird, die Denken und Handeln des Menschen leiten.

## Werdegang und Forschungsschwerpunkte
Treisman studierte an der Universität Cambridge, wo sie Bachelor-Abschlüsse in Französischer Literatur und Psychologie ablegte, und an der Universität Oxford, wo sie 1962 den Doktorgrad erlangte. Sie forschte und lehrte zunächst an der University of Oxford, ab den späten 1970er Jahren an der University of British Columbia, ab 1986 an der University of California, Berkeley und war schließlich von 1993 bis 2015 Professorin für Psychologie an der Princeton University.
Treisman war von 1978 bis zu ihrem Tod mit dem Psychologen Daniel Kahneman verheiratet. Aus einer vorherigen Ehe mit Michael Treisman, ebenfalls Psychologe, hatte sie vier Kinder.
Treismans Forschungsschwerpunkt lag in der Allgemeinen Psychologie und auf Prozessen der selektiven Aufmerksamkeit, das heißt auf der Frage, wie es dem visuellen System gelingt, in komplexen Umgebungen relevante Objekte und Ereignisse zu suchen und wahrzunehmen, dabei deren verschiedene Eigenschaften zur Gesamtwahrnehmung eines Objektes zu verbinden und diese Repräsentationen für die Steuerung von Handlungen mit diesen Objekten einzusetzen. In der Psychologie war sie eine der ersten, die experimentell belegen konnten, dass auf den frühen Stufen der visuellen Verarbeitung einfache Merkmale (z. B. Farbe, Form, Orientierung) auf verschiedenen sogenannten Merkmalskarten (engl. feature maps) kodiert werden und erst auf späteren Stufen zu integrierten Objekten zusammengefügt werden, ein Prozess, den sie binding nannte. Für die Verbindung der Einzelelemente ist selektive räumliche Aufmerksamkeit verantwortlich. Falls sie fehlt (etwa bei klinischen Störungen oder wenn sie an anderen Orten beschäftigt ist), können illusorische Verbindungen wahrgenommen werden.

## Das Filter- und das Abschwächungsmodell der Wahrnehmung
In ihren frühen Untersuchungen zur auditiven Aufmerksamkeit modifizierte Anne Treisman die Filtertheorie der Aufmerksamkeit Donald Broadbents, um sie den empirischen Daten anzupassen. Broadbent hatte erklärt, dass die menschliche Informationsverarbeitungskapazität so begrenzt sei, dass immer nur Information von einem Kanal verarbeitet werden könne. Wenn also auf dem linken Ohr gerade ein Input verarbeitet wird, dann kann nach Broadbent auf dem rechten Ohr kein anderer Input beachtet werden.
Diesen Behauptungen stand jedoch die experimentell bestätigte Beobachtung entgegen, dass Personen etwa das Rufen ihres Namens auch auf dem Ohr hören können, auf das nicht ihre Aufmerksamkeit gerichtet ist (vgl. Cocktailparty-Effekt). Treisman postulierte daher einen Mechanismus, der eine Vorabprüfung der Informationen durchführt. Das Ohr, auf das nicht die Aufmerksamkeit gerichtet ist, ist nach Treisman nicht taub, sondern lediglich abgeschwächt aufnahmebereit.

## Merkmalsintegrationstheorie der visuellen Aufmerksamkeit
Treisman vermutlich einflussreichster Beitrag ist die Merkmalsintegrationstheorie der visuellen Aufmerksamkeit, die sie 1980 mit Garry Gelade veröffentlichte und die tausende von experimentellen Untersuchungen und zahlreiche weitere theoretische Modelle zur Funktionsweise visueller Aufmerksamkeit inspirierte.
Die Merkmalsintegrationstheorie (engl. feature integration theory, deswegen auch FIT) ist ein Zwei-Stufen-Modell. In der Theorie wird angenommen, dass auf der frühen Stufe eine parallele Enkodierung einfacher Merkmale stattfindet (im visuellen System sind das zum Beispiel Form, Farbe und Orientierung) und diese Merkmale leicht im visuellen Feld entdeckt werden können. Auf der zweiten Stufe werden diese Merkmale zu eine integrierten Repräsentation, einem sogenannten object file, zusammengebunden. Hierfür ist die Zuwendung räumlicher Aufmerksamkeit an den Ort der repräsentierten Merkmale Voraussetzung. Auf diese Weise entstehen Objektrepräsentationen und auch bewusste Wahrnehmung. Nach der Merkmalsintegrationstheorie sollten sich Objekte, die durch ein einzelnes, einfaches Merkmal ausgezeichnet sind (etwa eine besondere Form) leichter finden lassen als solche, die durch eine Verbindung von Merkmalen gekennzeichnet sind. Diese Vorhersage hat sich in vielen Untersuchungen zur visuellen Suche bestätigt.

## Auszeichnungen
Treisman wurde zum Mitglied zahlreicher hochrangiger wissenschaftlicher Akademien ernannt. Sie wurde 1989 Mitglied der Royal Society of London und später dann Mitglied in der US National Academy of Sciences (1994), der American Academy of Arts and Sciences (1995) und der American Philosophical Society (2005). 1996 erhielt sie den Golden Brain Award. Im Jahr 2002 wurde sie William James Fellow der Association for Psychological Science. 2008 wurde sie mit dem George A. Miller Prize in Cognitive Neuroscience ausgezeichnet. Seit 2009 war sie korrespondierendes Mitglied der British Academy. Die National Medal of Science erhielt sie im Jahr 2013 vom damaligen amerikanischen Präsidenten Barack Obama für ihre Pionierarbeit zur Aufmerksamkeit.

## Wichtige Aufsätze
- A. Treisman, G. Gelade: A feature integration theory of attention. In: Cognitive Psychology. 12, 1980, 97–136.
- A. Treisman: Features and objects: The Fourteenth Bartlett Memorial Lecture. In: Quarterly Journal of Experimental Psychology, 40A, 201–237.
- A. Treisman: Search, similarity and the integration of features between and within dimensions.In: Journal of Experimental Psychology, Human Perception and Performance. 27, 1991, 652–676.
- A. Treisman: The binding problem, Current Opinion in Neurobiology, 6, Issue 2, 1996,  171–178, doi:10.1016/S0959-4388(96)80070-5.
- A. Treisman: How the deployment of attention determines what we see. In: Visual Cognition, 14, 2006 411–443. doi:10.1080/13506280500195250